# MG 213
Schnitt- und Funktionszeichnung MG 213

Link zum Bild

Das MG 213 ist eine Revolverkanone, die im Verlauf des Zweiten Weltkrieges von der deutschen Firma Mauser entwickelt wurde. Kriegsbedingt konnten lediglich zehn Prototypen hergestellt werden, die bei Kriegsende an verschiedenen Orten den Alliierten in die Hände fielen.

## Geschichte
Das Reichsluftfahrtministerium verlangte nach einer 20-mm-Flugzeugkanone mit einer Kadenz von 1000 Schuss/min und einer Mündungsgeschwindigkeit von 1000 m/s. Die Herstellung einer solchen Waffe erforderte eine komplette Neuentwicklung, da die konventionellen verfügbaren Systeme solch hohen Leistungsparametern nicht gewachsen waren. So musste bisher jede Patrone einzeln in das Patronenlager eingeführt, gezündet und ausgestoßen werden, was das System stark einschränkte. Die Schussfolge und auch die Funktionsfähigkeit litten stark unter den bei einem Luftkampf herrschenden g-Kräften. Deshalb wurden in der neuen Ausführung der Lauf und das Patronenlager durch das seit dem 16. Jahrhundert bekannte System der Revolvertrommel getrennt. Dadurch verwandelte sich die lineare Bewegung des Verschlusssystems in eine rotierende Bewegung und die Kadenz sowie die Zuverlässigkeit konnten erheblich gesteigert werden. Zusätzlich wurde von der grundsätzlichen Ablehnung des Gasdruckladers abgewichen.

## Technik
Nun war die Waffe ein Gasdrucklader, der einen Schieber regelte, der wiederum die Trommel mit fünf Kammern und den Patronenzuführer antrieb. Die Abdichtung der Trommel zum Lauf erfolgte durch den Betrieb des Systems in einem geschlossenen Gehäuse und durch eine Buchse, die bei jedem Schuss nach vorne glitt und die Trommel mit dem Lauf verband. Somit entstand eine rotierende Bewegung, während nur der Steuerschieber, welcher den Patronenzuführstern antreibt, eine lineare Bewegung ausführte. Die Waffe wurde elektro-pneumatisch betätigt und elektrisch gezündet. Somit konnte die Kanone auch als gesteuerte Waffe durch den Propellerkreis schießen. Durch den Austausch des Laufes und der Trommel konnte die Waffe von einem 20-mm-MG213C in eine 30-mm-MK213C umgewandelt werden.

## Weiterentwicklungen
Die Waffe an sich war so richtungsweisend, dass alle Siegermächte sie fast unverändert nachbauten oder auf ihrer Basis weiterentwickelten. In den USA entstand so die M39, Frankreich hatte die DEFA und in Großbritannien war es die ADEN. Die schwedische Luftwaffe verwendete die bei Hispano-Suiza (später Oerlikon) in Genf hergestellte 30-mm-KCA-Maschinenkanone in der als Abfangjäger von 1978 bis 2005 eingesetzten Saab Viggen JA 37. Auch die 206RK und 302RK von Oerlikon baute auf dem MG 213 auf.
Im Nachkriegsdeutschland und der Schweiz wurden weiterhin Revolverkanonen entwickelt. Vor allem die Firmen Mauser und Oerlikon, die beide später Teil des Konzerns Rheinmetall wurden, waren federführend. Rheinmetall stellt mit der Mauser BK-27 und der KDG-Revolverkanone noch heute Revolverkanonen her.

## Technische Daten
20-mm-MG213C
- Kaliber: 20 × 135 mm
- Gewicht: 75 kg; Montagegewicht 96 kg
- Länge der Waffe: 1930 mm
- Rohrlänge: 1600 mm
- Schussfolge: 1200–1400 Schuss/min (ca. 21 Schuss/s)
- Mündungsgeschwindigkeit: 1050 m/s

30-mm-MK213C
- Kaliber: 30 × 85R mm
- Gewicht: 75 kg; Montagegewicht 96 kg
- Länge der Waffe: 1630 mm
- Rohrlänge: 1300 mm
- Schussfolge: 1000–1200 Schuss/min (ca. 19 Schuss/s)
- Mündungsgeschwindigkeit: 530 m/s